# العلاقات الجزائرية الميكرونيسية
العلاقات الجزائرية الميكرونيسية هي العلاقات الثنائية التي تجمع بين الجزائر وولايات ميكرونيسيا المتحدة.

## مقارنة بين البلدين
هذه مقارنة عامة ومرجعية للدولتين:
| وجه المقارنة                                              | الجزائر                      | ولايات ميكرونيسيا المتحدة |
| --------------------------------------------------------- | ---------------------------- | ------------------------- |
| المساحة (كم2)                                             | 2.38 مليون                   | 702                       |
| عدد السكان (نسمة)                                         | 38.81 مليون                  | 105.54 ألف                |
| الكثافة السكانية (ن./كم²)                                 | 16.31                        | 15.03 ألف                 |
| العاصمة                                                   | الجزائر                      | باليكير                   |
| اللغة الرسمية                                             | اللغة العربية، لغات أمازيغية | لغة إنجليزية              |
| العملة                                                    | دينار جزائري                 | دولار أمريكي              |
| الناتج المحلي الإجمالي (بليون دولار)                      | 170.37 مليار                 | 336.43 مليون              |
| الناتج المحلي الإجمالي (تعادل القوة الشرائية) بليون دولار | 582.63 مليار                 | 365.27 مليون              |
| الناتج المحلي الإجمالي الاسمي للفرد دولار أمريكي          | 4.21 ألف                     | 3.02 ألف                  |
| الناتج المحلي الإجمالي للفرد دولار أمريكي                 | 14.19 ألف                    |                           |
| مؤشر التنمية البشرية                                      | 0.745                        | 0.640                     |
| رمز المكالمات الدولي                                      | +213                         | +691                      |
| رمز الإنترنت                                              | .dz                          | .fm                       |
| المنطقة الزمنية                                           | ت ع م+01:00                  |                           |

## منظمات دولية مشتركة
يشترك البلدان في عضوية مجموعة من المنظمات الدولية، منها:
| علم المنظمة | اسم المنظمة                               | تاريخ انضمام الجزائر | تاريخ انضمام ولايات ميكرونيسيا المتحدة |
| ----------- | ----------------------------------------- | -------------------- | -------------------------------------- |
|             | مؤسسة التنمية الدولية                     | 26 سبتمبر 1963       | 24 يونيو 1993                          |
|             | يونسكو                                    | 15 أكتوبر 1962       | 19 أكتوبر 1999                         |
|             | وكالة ضمان الاستثمار متعدد الأطراف        | 4 يونيو 1996         | 11 أغسطس 1993                          |
|             | الأمم المتحدة                             | 8 أكتوبر 1962        | 17 سبتمبر 1991                         |
|             | البنك الدولي للإنشاء والتعمير             | 26 سبتمبر 1963       | 24 يونيو 1993                          |
|             | الاتحاد الدولي للاتصالات                  | 3 مايو 1963          | 18 مارس 1993                           |
|             | منظمة حظر الأسلحة الكيميائية              | ?                    | ?                                      |
|             | مؤسسة التمويل الدولية                     | 23 سبتمبر 1990       | 24 يونيو 1993                          |
|             | المركز الدولي لتسوية المنازعات الاستشارية | 22 مارس 1996         | 24 يوليو 1993                          |

## وصلات خارجية
- موقع وزارة الخارجية الجزائرية